# Stazione di Masserano
La stazione di Masserano era una fermata ferroviaria della linea Biella-Novara posta nel comune di Castelletto Cervo.

## Storia

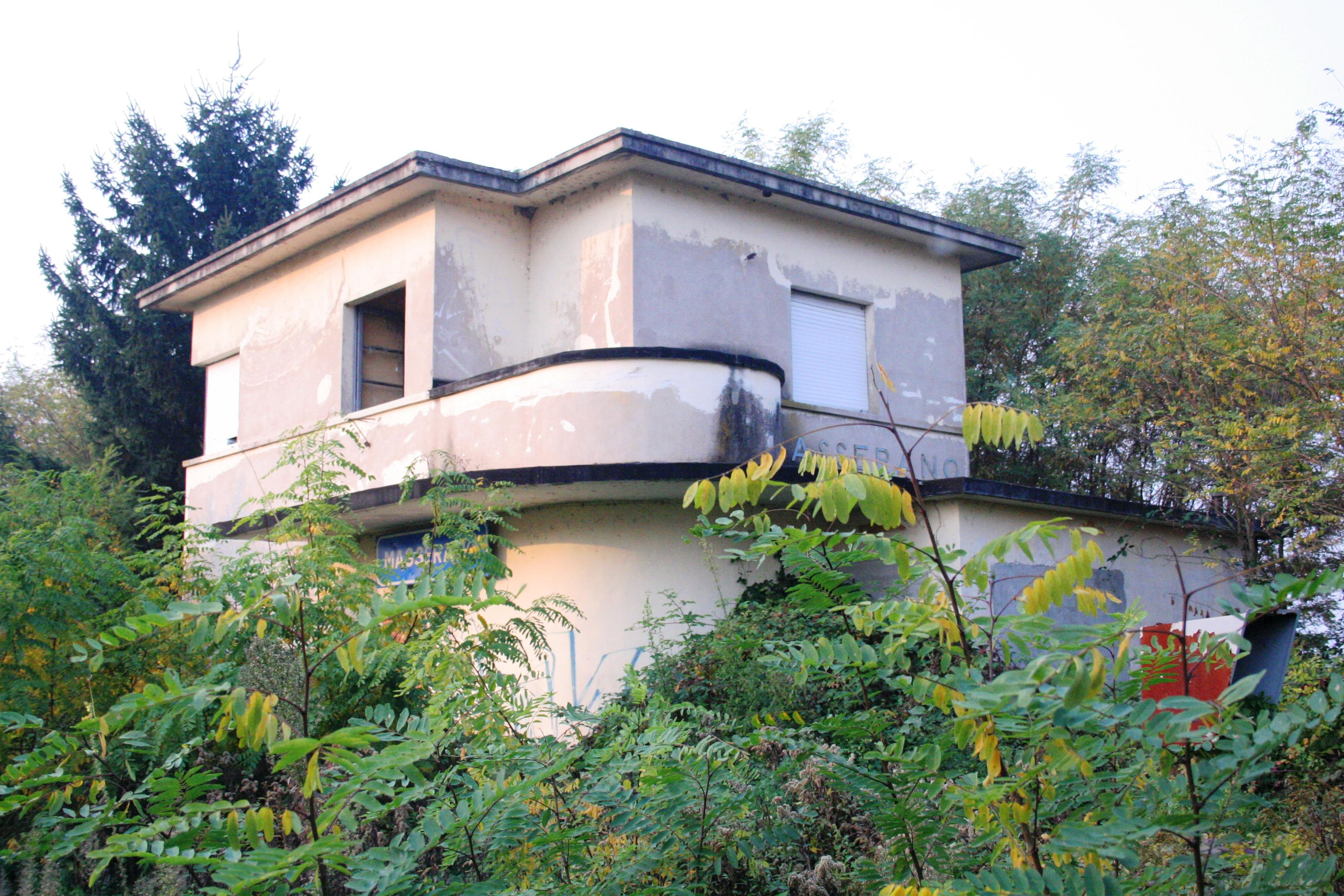
Fabbricato viaggiatori in stato di abbandono

Realizzato come stazione e dotato dunque di binario d'incrocio, l'impianto fu inaugurato assieme al resto della linea il 18 maggio 1939, diventando tuttavia operativo solo dal 20 luglio 1940 a causa della necessità di completare alcuni impianti e dell'assenza del materiale rotabile.
Il 21 gennaio 1961, in anticipo rispetto alla naturale scadenza della concessione alla Società Ferrovia Biella Novara (SFBN) che aveva fino ad allora esercito la linea, la stessa venne incorporata nella rete statale e l'esercizio degli impianti fu assunto dalle Ferrovie dello Stato.
Il programma di profondo rinnovamento avviato nel 1991, che richiese la chiusura della linea per molti mesi, comportò la trasformazione in fermata, rimanendo in opera il solo binario di corsa. La riapertura all'esercizio avvenne il 19 giugno dell'anno successivo.
Dal 2000 la gestione dell'intera linea, e con essa quella della fermata di Masserano, passò in carico a Rete Ferroviaria Italiana la quale ai fini commerciali classifica l'impianto nella categoria "Bronze".
La posizione della fermata, posta a 3 km dal centro abitato più vicino rendeva peraltro la stessa meno utile per gli utenti del luogo rispetto alla stazione di Cossato e fu pertanto dismessa nel 2003.

## Strutture ed impianti
La fermata, dotata del solo binario di corsa, dispone di un fabbricato viaggiatori in stile Razionalista su due piani. L'edificio risulta inaccessibile.